# Crocidophora tuberculalis
Crocidophora tuberculalis là một loài bướm đêm trong họ Crambidae.